# Заворицька сільська рада
| Заворицька сільська рада — орган місцевого самоврядування у Броварському районі Київської області з адміністративним центром у с. Заворичі. Історична дата утворення: в 1919 році. Водоймища на території, підпорядкованій даній раді: річки Трубіж, Гнізна. Адреса сільської ради: 07424, Київська обл., Броварський р-н, с. Заворичі, вул. Леніна, 31. |

## Населені пункти
Сільській раді підпорядковані населені пункти:
- с. Заворичі

## Склад ради
Рада складається з 20 депутатів та голови.

### Керівний склад ради
| ПІБ                    | Основні відомості                                                                  | Дата обрання | Дата звільнення |
| ---------------------- | ---------------------------------------------------------------------------------- | ------------ | --------------- |
| Бабак Петро Васильович | Сільський голова, 1954 року народження, освіта, член Соціалістичної партії України | 26.03.2006   | 31.10.2010      |
| Бабак Петро Васильович | Сільський голова, 1954 року народження, освіта вища, безпартійний                  | 31.10.2010   |                 |

Примітка: таблиця складена за даними джерела